# لرد کرگار
لرد کرگار (انگلیسی: Laird Cregar؛ ۲۸ ژوئیهٔ ۱۹۱۳ – ۹ دسامبر ۱۹۴۴) یک هنرپیشه اهل ایالات متحده آمریکا بود.
از فیلم‌ها یا برنامه‌های تلویزیونی که وی در آن نقش داشته است، می‌توان به "بهشت می‌تواند صبر کند" و "خون و شن" اشاره کرد.